# Eriachne
Eriachne es un género de plantas herbáceas perteneciente a la familia de las poáceas. Es originario de China, la región Indomalaya y Australia.

## Etimología
El nombre del género deriva del griego erion (lana) y achne (escala), aludiendo a los lemmas catáfilos.

## Citología
El número cromosómico básico del género es x = 5 y 10, con números cromosómicos somáticos de 2n = 10, 15, 20, 30 y 60, ya que hay especies diploides y tetraploides. Los cromosomas son relativamente pequeños.

## Especies
- Eriachne aristidea F.Muell.
- Eriachne avenacea R.Br.
- Eriachne benthamii W.Hartley
- Eriachne chinensis Hance
- Eriachne filiformis W.Hartley
- Eriachne glabrata (Maiden) W.Hartley
- Eriachne glauca R.Br.
- Eriachne helmsii (Domin) Domin
- Eriachne mucronata R.Br.
- Eriachne ovata Nees[2]